# Jamie Watson
Jamie Watson  est un footballeur américain, né le 10 avril 1986 à Dallas, Texas, États-Unis.
Ce petit attaquant (1,75 m) évolue depuis la saison 2012 avec la franchise des Minnesota Stars FC, en prêt des Orlando City SC.

## Carrière
- 2004 :  DFW Tornados
- 2005-2008 :  Real Salt Lake
- 2008 :  Austin Aztex FC

## Palmarès

### En club
- Wilmington Hammerheads
  - Champion de la saison régulière d'USL Second Division en 2009

- Orlando City SC
  - Champion de la saison régulière d'USL Pro en 2011
  - Champion d'USL Pro en 2011

- Minnesota Stars FC
  - Finaliste de NASL en 2012

### Distinctions personnelles
- Best XI d'USSF D-2 Pro League en 2010.